# موتور قادر بخش نوتی‌زهی
موتور قادر بخش نوتی‌زهی روستایی در دهستان نصرت‌آباد بخش نصرت‌آباد شهرستان زاهدان استان سیستان و بلوچستان ایران است.

## جمعیت
بر پایه سرشماری عمومی نفوس و مسکن در سال ۱۳۹۵ جمعیت این روستا ۲۹ نفر (۱۳خانوار) بوده‌است.